# Daniel Bertoni
Pour les articles homonymes, voir Bertoni.
Ricardo Daniel Bertoni est un footballeur argentin, né le 14 mars 1955 à Bahía Blanca (province de Buenos Aires), de 1,80 m pour 75 kg, ayant occupé le poste de milieu de terrain ou le plus souvent d'ailier droit. 
C'est lui qui inscrit le troisième but argentin lors de la prolongation de la finale de la Coupe du monde 1978 contre les Pays-Bas, un but qui scelle définitivement la victoire des albiceleste.

## Biographie
Daniel Bertoni joue 11 matchs en phase finale de Coupe du monde : 6 lors du mondial 1978 en Argentine et 5 lors du mondial 1982 en Espagne.

## Clubs
- Quilmes AC : 1971 - 1972
- CA Independiente : 1973 - 1977
- Séville FC : 1978 - 1980
- AC Fiorentina : 1981 - 1984
- SSC Naples : 1984 - 1986 (aux côtés de Diego Maradona)
- Udinese Calcio : 1986 - 1987
- FC Great Escape : 2011-2012 (aux côtés de Yannick Charrotton)

## Palmarès

### Sélection nationale
- 31 sélections en équipe d'Argentine de 1974 à 1982 (12 buts)[3]
- Champion du monde en 1978 (3e but en finale)
- Participation à la Coupe du monde 1982 (passe 1 tour)
- Participation au Mundialito en 1980

### Clubs
- Vainqueur de la Copa Libertadores en 1973, 1974 et 1975 avec Independiente
- Vainqueur de la Coupe intercontinentale en 1973 avec Independiente
- Vainqueur de la Copa Interamericana en 1974 et 1975 avec Independiente
- Champion d'Argentine en 1977 avec Independiente
- Vice-champion d'Italie en 1982 avec la Fiorentina